# アンリ・フレエ
アンリ・フレエ（Henri Frei、1899年6月5日 – 1980年1月14日）は、スイスの言語学者・東洋学者。『誤用の文法』で知られる。
フェルディナン・ド・ソシュール、シャルル・バイイ、アルベール・セシュエを引き継いでジュネーヴ大学で一般言語学を教え、バイイ・セシュエにつぐジュネーヴ学派第二世代の代表的な学者であった。
中国名は斐安理(Fēi Ānlǐ)。

## 生涯と業績
フレエはチューリッヒ州ヘディンゲンで生まれた。1921年にジュネーヴ大学を卒業した後、パリの国立東洋言語学校（現在のフランス国立東洋言語文化研究所）で日本語とヒンディー語を研究した。1929年にはジュネーヴ大学の博士号を取得した。
博士論文をもとにした主著『誤用の文法』(La grammaire des fautes, 1929)は、第一次世界大戦中の兵士の手紙を分析したもので、一般的に「誤用」と呼ばれるものに実は規則性があり、「正しい」言語の持つ欠陥を修正していることを示した。
『誤用の文法』には小林英夫による邦訳がある。
- 『誤用の文法：機能言語学的研究』春陽堂、1934年。
- 『誤用の文法』みすず書房、1973年。

1933年から翌年にかけて北京の中法大学でフランス語を教え、1934年から1938年まで東京のアテネ・フランセで教えた。1938年から翌年まで香港に滞在した。1940年にはジュネーヴ大学の比較文法とサンスクリットの教授（シャルル・バイイの後任）、1945年からはそれに加えて一般言語学の教授（アルベール・セシュエの後任）に任じられ、1969年に退官するまでその職にあった。
フレエは1940年から1945年までジュネーヴ言語学会書記であった。ジュネーヴ言語学会が1956年に解散した後、その機関誌「カイエ・フェルディナン・ド・ソシュール」の共同編集者を1957年から1972年までつとめた。
専門の東洋語に関しては以下のような論文がある。
- “Monosyllabisme et polysyllabisme dans les emprunts linguistiques, avec un inventaire des phonèmes de Pékin et de Tokio”. Bulletin de la Maison Franco-Japonaise （日仏会館学報） 8 (1):  75-164. (1936).

西洋語から日本語と中国語にはいった音訳語の特徴について論じたもの。
- “The Ergative Construction in Chinese: Theory of Pekinese Pa3 把”. 言語研究 (31):  22-50. (1956).
- “The Ergative Construction in Chinese: Theory of Pekinese Pa3 把”. 言語研究 (32):  83-115. (1957).

中国語の「把」が目的語を表さない場合があることを指摘し、能格言語における絶対格のマーカーとみなすべきであると主張した。